# Brixx
Brixx (* 13. Januar 1976 in Budapest, Ungarn als Ildiko Basa) ist eine deutsche Sängerin und Rapperin.

## Werdegang
Als Kind kam sie mit ihrer Familie von Ungarn nach Kassel, dort wurde sie von der Musikszene des Clubs World, in denen hauptsächlich Hip-Hop gespielt wurde, geprägt. Erste Bandprojekte, darunter die Gruppe Tibro mit ihrer Schwester Timea folgten, auch trat sie im Vorprogramm englischsprachiger Rapper auf. Ab Mitte der 1990er Jahre hatte sie diverse Featurings als Sängerin und Rapperin. Sie war zusammen mit Walkin’ Large („Boy Meets World“), Sabrina Setlur und Cora E. („Hija“) zu hören. Ihr Debüt-Soloalbum Everything Happens For A Reason erschien 1999 beim Major-Label Columbia Records und wurde im Magazin Juice zum „Album des Monats“ gekürt.
2002 war sie Protagonistin der Rap-Dokumentation Will einmal bis zur Sonne geh’n der Regisseurin Petra Mäussnest zusammen mit Cora E. und Pyranja.
2005 sang sie mit Push Your Body für Sharam Jey und Suavemente für Paul Cless Clubmusik ein. Letzteres war vor allem in Frankreich ein Hit. 2008 rappte sie zusammen mit Afrob auf den Tracks Cobra und Schnelle Nummer auf Deutsch. 2009 rappte und sang sie zusammen mit dem französischen Rapper Casus Belli auf dem Track Douce Folie für den deutsch-französischen Sampler La Connexion.
Im Jahr 2013 trat sie als Gastmusikerin auf dem Track Dschungelbuch für das Mixtape Perlen vor die Säue von Samy Deluxe auf. Zudem beteiligte sie sich an dem Track Keine Liebe auf dem im März 2014 erschienenen Album Männlich desselben Rappers.